# Santa Fe (Bogotá)

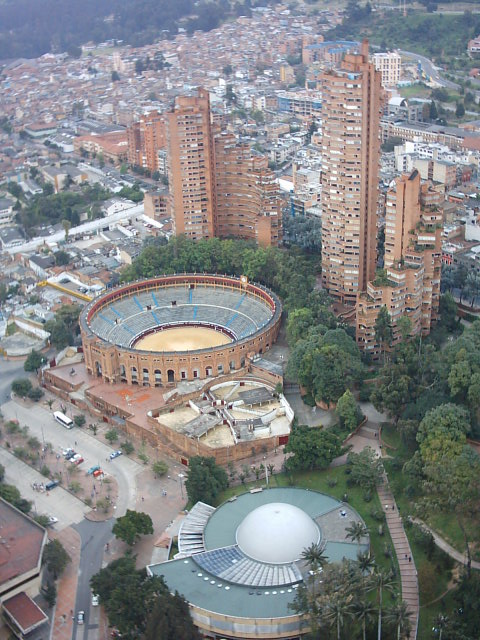
Vista aérea de Santa Fe

Santa Fe é uma localidade da cidade de Bogotá..